# Front Royal
La ville américaine de Front Royal est le siège du comté de Warren, dans l’État de Virginie. Lors du recensement de 2010, sa population s’élevait à 14 440 habitants.

## Étymologie
Il existe plusieurs théories sur l'origine du nom de Front Royal.
Une explication populaire veut que la ville porte le nom d'un chêne géant — le Royal Oak — qui se trouvait sur la place publique à l'époque coloniale, au croisement des rues Chester et Main. C'est là que furent formées les milices locales. Pendant les exercices, le sergent instructeur donnait souvent l'ordre « Devant le Royal Oak ! » (« front the Royal Oak! »). Par répétition l'ordre est finalement raccourci pour devenir simplement « Front Royal »,. Cette théorie est étayée par un bulletin publié par l'Institut d'études géologiques des États-Unis en 1905, qui affirme que la ville était d'abord connue sous le nom de Royal Oak, le nom actuel étant dérivé des ordres confus d'un colonel.
Selon une deuxième explication, pendant la Révolution américaine la milice locale stationnait autour de la ville ; la sentinelle contrôlait les entrées en disant « Front », auquel il fallait répondre « Royal ». Par la suite, leur poste militaire fut connu sous le nom de « Camp Front Royal »,.
Une troisième version, la plus probable, soutient que, dans les premières décennies de la colonisation européenne, la région était appelée en français "le front royal", c'est-à-dire la frontière britannique. Les colons, trappeurs et explorateurs français du pays de l'Ohio au milieu du XVIIIe siècle faisaient référence à la concession de terres accordée par le roi Charles II, alors sous le contrôle de Thomas, Lord Fairfax, baron de Cameron. En anglais, "le front royal" se traduit par "Royal Frontier".[réf. nécessaire]

## Démographie
| Groupe            | Front Royal | Virginie | États-Unis |
| ----------------- | ----------- | -------- | ---------- |
| Blancs            | 85,2        | 68,6     | 72,4       |
| Afro-Américains   | 9,0         | 19,4     | 12,6       |
| Métis             | 2,7         | 2,9      | 2,9        |
| Autres            | 1,5         | 3,3      | 6,4        |
| Asiatiques        | 1,4         | 5,5      | 4,8        |
| Amérindiens       | 0,2         | 0,4      | 0,9        |
| Total             | 100         | 100      | 100        |
|                   |             |          |            |
| Latino-Américains | 4,6         | 7,9      | 16,7       |

Selon l'American Community Survey, pour la période 2011-2015, 93,48 % de la population âgée de plus de 5 ans déclare parler l'anglais à la maison, 4,23 % déclare parler l'espagnol, 0,81 % l'arabe et 1,48 % une autre langue.

## Éducation
- Christendom College, fondé en 1977

## Source
- (en) Cet article est partiellement ou en totalité issu de l’article de Wikipédia en anglais intitulé « Front Royal, Virginia » (voir la liste des auteurs).

1. 1 2  (en) Federal Writers' Project, Virginia: A Guide to the Old Dominion, US History Publishers, 1952 (ISBN 1603540458, lire en ligne), p. 443.
2. ↑  (en) David Edwin Lillard, Appalachian Trail names: Origins of place names along the AT, Mechanicsburg, PA, Stackpole Books, 2002 (ISBN 081172672X, lire en ligne), p. 42.
3. ↑  (en) Gannett, Henry, The Origin of Certain Place Names in the United States, Issue 258 of the U.S. Geological Survey Bulletin, U.S. Government Printing Office, 1905 (lire en ligne), p. 132.
4. ↑  (en) Carrie Hunter Willis et Etta Belle Walker, Legends of the Skyline Drive and the Great Valley of Virginia, Dietz Press, 1940, 35–36 p. (lire en ligne).
5. ↑  (en) « Front Royal, VA Population - Census 2010 and 2000 », sur censusviewer.com (consulté le 23 septembre 2016).
6. ↑  (en) « Population of Virginia- Census 2010 and 2000 », sur censusviewer.com (consulté le 23 septembre 2016).
7. ↑  (en) « Language spoken at home by ability to speak English for the population 5 years and over », sur factfinder.census.gov (consulté le 26 mars 2017).